# Avenida Doutor Arnaldo
A Avenida Doutor Arnaldo é uma avenida da zona Oeste da cidade de São Paulo, que liga a Avenida Paulista e a Rua da Consolação à Rua Heitor Penteado e à Avenida Sumaré, e termina dentro do distrito de Perdizes. Nela se localizam o Cemitério do Araçá, o Cemitério do Santíssimo Sacramento, a Faculdade de Medicina da Universidade de São Paulo, o Instituto Adolfo Lutz, Instituto Emílio Ribas, e o Santuário de Nossa Senhora de Fátima.
Seu nome é uma homenagem ao Dr. Arnaldo Vieira de Carvalho, médico fundador da Faculdade de Medicina da Universidade de São Paulo.
Em 2017, a avenida recebeu a 33.ª edição do programa SP Cidade Linda, do então prefeito João Doria.
Nela estão localizadas as estações Clínicas e Santuário Nossa Senhora de Fátima-Sumaré, da Linha 2–Verde do Metrô. Esta última serve como mirante em ambos os sentidos, sendo possível contemplar a Vila Madalena e parte da zona norte, com a Serra da Cantareira ao fundo.
Um incinerador de lixo funcionou entre 1924 e 1948 entre a Rua Artur Alvim e a Avenida Doutor Arnaldo.
A torre de transmissão da Rede Cultura de Televisão e da Rádio Cultura FM fica localizada na avenida. Projetada pelo arquiteto Jorge Caron, a torre tem 155 metros de altura. Na sua construção foram empregadas cerca de 480 toneladas de aço.